# 第308機械化歩兵師団 (ベトナム陸軍)
第308機械化歩兵師団（Sư đoàn 308 bộ binh cơ giới）は、ベトナム人民軍（陸軍）の師団の1つ。ベトナム人民軍最初の機械化歩兵師団であり、人民軍最精鋭の師団とされる。

## 歴史
- 1949年1月 - ベトナム共産党中央常任委員会は、各地に分散した戦力を統一し、歩兵師団を編成することを決定した。
- 1949年4月 - 国道4号線の前線から戻った戦功が顕著な6個大隊（第18、第23、第29、第79、第626歩兵大隊と第410砲兵大隊）から第308師団編成
- 1949年5月 - 王承武（vi:Vương Thừa Vũ）が師団長（当時「司令」と称した）兼政治委員、高文慶が副師団長に任命された。滔江戦役、濾江戦役に参加
- 1949年8月28日 - タイグエン省ドンヒー県屯都地区において正式な師団（当時「大団」（Đại đoàn）と称した）編成完結式を挙行。編成完結式には、ベトナム政府代表陳登寧と総司令ヴォー・グエン・ザップが出席し、ザップ自らが王承武師団長に軍旗を授与した。編成後、師団は、「練幹整軍」、「党員鍛錬、組織強固」運動を展開した。
- 1950年2月末 - 中越国境の根拠地で休養し、西北戦区政治委員双豪奉の命令により、「強固と訓練工作」に協力した。
- 1950年3月末 - 師団の第82、第102連隊が中国雲南省硯山駐屯地に移動し、中国第13軍の訓練を受けた。
- 1950年8月 - ベトナムに帰国し、「高－北－諒師団」の代号で辺境戦役に参加した。この時、中国第14軍40師副師長王硯泉が、第37師副師長呉效閔と交代し、軍事顧問を務めた。
- 1952年 - 「三島」の代号で北部で活動
- 1953年初め - 富寿地区に移動し、同年6月、タイグエン地区に移動した。
- 1953年末 - 重装步兵師団に改編。ディエンビエンフーの戦いで突撃任務を遂行した。
- 1954年10月10日 - ハノイに駐屯。北部解放後、春梅地区に移動
- 1968年 - 総備起戦役に参加
- 1971年 - 国道9号線－下寮戦役に参加
- 1972年 - クアンチ戦役に参加
- 1973年 - 北部に戻り休養
- 1973年10月24日 - 新編の第1軍（決勝兵団）に編入
- 1975年 - 春季の総攻撃において、戦略予備部隊を担当。ベトナム戦争終結後、春梅地区に駐屯
- 1979年 - 中越戦争時、戦略予備部隊となり、ハノイ防衛を担当した。
- 1979年中盤 - ソ連の援助の下、ベトナム人民軍最初の機械化歩兵師団に改編

## 編制
師団自体及び所属8個単位（2個連隊、2個大隊、4個中隊）と隊員8名が人民武装力量英雄（vi:Anh hùng lực lượng vũ trang nhân dân）称号を獲得した。
- 第36機械化歩兵連隊　（Trung đoàn 36 bộ binh cơ giới）
- 第88機械化歩兵連隊　（Trung đoàn 88 bộ binh cơ giới）
- 第102機械化歩兵連隊　（Trung đoàn 102 bộ binh cơ giới）
- 第58砲兵連隊　（Trung đoàn 58 pháo binh）